# Adolphe Deloffre
Louis Michel Adolphe Deloffre (París, 28 de julio de 1817-ibídem, 8 de enero de 1876) fue un violinista y director de orquesta francés activo en Londres y París, que dirigió varios estrenos operísticos importantes en esta última ciudad, en particular de Charles Gounod y Georges Bizet.

## Biografía

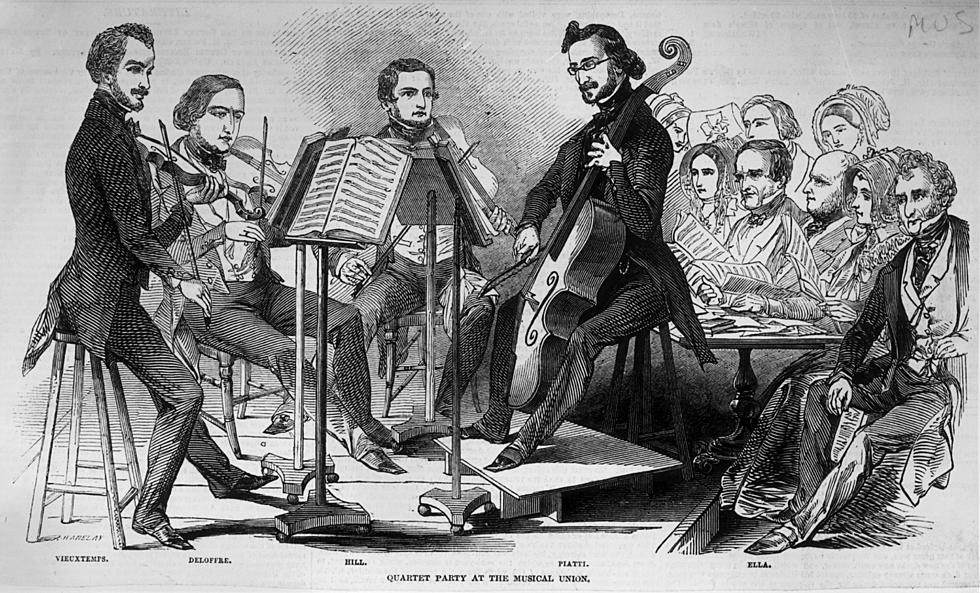
Cuarteto de Musical Union, 1846. Deloffre, segundo por la izquierda.

Adolphe Deloffre nació en París el 28 de julio de 1817. Su formación musical inicial fue a cargo de su padre, violinista y guitarrista. Más tarde, sus profesores de violín incluyeron a Bellon, de Lafont y Baillot, y fue reconocido por su excelente forma de tocar. Luego partió de París hacia Londres con el director de orquesta francés Louis-Antoine Jullien y más tarde se convirtió en violinista principal en el Her Majesty's Theatre bajo la dirección de Michael Balfe; también tocó con la Philharmonic Society, la Sacred Harmony Society y la Musical Union. Regresaba cada año para dar conciertos en París con su esposa, una distinguida pianista y violonchelista de la Ópera de París, Pilet. Regresó definitivamente a París para instalarse en 1851.
En 1852, Alphonse Varney, director del Théâtre Lyrique, fue reemplazado por August Francis Placet, cuyo lugar fue ocupado a su vez por Deloffre, que acababa de regresar de Londres. Para la temporada 1853-1854, Deloffre fue ascendido de violinista principal y director asistente a director principal. Hector Berlioz criticó el estilo de dirección de Deloffre: dirigía con su arco mientras golpeaba con el pie al mismo tiempo y, a veces, golpeaba con su arco la caja del apuntador. Sin embargo, Berlioz elogió más tarde la dirección de Deloffre de la primera representación de Los troyanos en 1863.
Como director principal en el Théâtre-Lyrique, dirigió una importante serie de reposiciones de óperas de Mozart, comenzando con Las bodas de Fígaro en mayo de 1858 (también dirigió el estreno en la Opéra-Comique en 1872), luego, en mayo de 1859, El rapto en el serrallo, Così fan tutte en marzo de 1863, La flauta mágica en febrero de 1865 y Don Giovanni en 1866.
Además, Deloffre dirigió otras óperas importantes: Oberón (en francés) en febrero de 1857 en el Théâtre-Lyrique, Fidelio (en francés) en mayo de 1860, Don Pasquale (en francés) en septiembre de 1864 y La traviata (en francés) en octubre de 1864.
En 1858 fue a dar conciertos a Madrid con otros artistas del Théâtre-Lyrique y Opéra-Comique tras la victoria francesa en la batalla de Solferino. El 18 de noviembre de 1859 dirigió el arreglo de Berlioz de Orfeo y Eurídice de Gluck. Lo pusieron a cargo musical de una empresa en 1868 para presentar ópera en la Salle Ventadour bajo el nombre de Théâtre de la Renaissance. Luego pasó a ser director principal de la Opéra-Comique hasta su muerte.
Compuso fantasías para violín y piano sobre temas de óperas para que las interpretaran él y su esposa, así como cuartetos de cuerda. Dejó manuscritos de dos sinfonías, algunos tríos para piano y otras piezas para violín y piano.
Deloffre fue miembro de los comités de examen de instrumentos de cuerda y de viento del Conservatorio de París desde 1871 hasta su muerte. Falleció en París el 8 de enero de 1876 a los 58 años.

## Estrenos dirigidos
- Le muletier de Tolède, 16 de diciembre de 1854, Théâtre-Lyrique
- Les dragons de Villars, 19 de septiembre de 1856, Théâtre-Lyrique (y representación número cien en la Opéra-Comique el 17 de mayo de 1874)
- Le médecin malgré lui, 15 de enero de 1858, Théâtre-Lyrique (también el estreno en la Opéra-Comique el 22 de mayo de 1872)
- Fausto, 19 de marzo de 1859, Théâtre-Lyrique
- Philémon et Baucis, 18 de febrero de 1860, Théâtre-Lyrique (estreno francés)
- Los pescadores de perlas, 30 de septiembre de 1863, Théâtre-Lyrique
- Los troyanos, 4 de noviembre de 1863, Théâtre-Lyrique
- Mireille, 19 de marzo de 1864, Théâtre-Lyrique (también la versión revisada del tercer acto en la Opéra-Comique el 10 de noviembre de 1874)
- L'alcade (Uzepy), 9 de septiembre de 1864, Théâtre-Lyrique.
- Romeo y Julieta, 27 de abril de 1867, Théâtre-Lyrique (también el estreno en la Opéra-Comique en enero de 1873)
- La bella muchacha de Perth, 26 de diciembre de 1867, Théâtre-Lyrique
- Djamileh, 22 de mayo de 1872, Opéra-Comique
- La Princesse jaune, 12 de junio de 1872, Opéra-Comique
- Le roi l’a dit, 24 de mayo de 1873, Opéra-Comique
- Carmen, 3 de marzo de 1875, Opéra-Comique